# Aquaduin
Aquaduin (tot 2021 Intercommunale Waterleidingsmaatschappij van Veurne-Ambacht - IWVA) is een Westvlaamse intercommunale voor drinkwatervoorziening. Het bedrijf behoort tot het vijftal Vlaamse waterleidingbedrijven, overkoepeld door AquaFlanders. 
De IWVA werd opgericht op 24 december 1924 tussen de gemeenten Adinkerke, De Panne, Nieuwpoort, Oostduinkerke en Veurne. Voor de productie kon meteen vertrokken worden van de drinkwatervoorziening, in het Domein Cabour aangelegd door het Belgische Leger in de Eerste Wereldoorlog. Na de nodige modernisering werd in 1927 begonnen met de aanleg van het distributienetwerk. In de jaren dertig werd een nieuwe winning aangeboord in de duinpan van St. André (op de grens van Oostduinkerke en Koksijde . In 1934 sloot Koksijde zich aan. De vraag naar water nam in de loop van de jaren sterk toe, zowel vanuit de landbouw als het zich ontwikkelende kusttoerisme.
De IWVA bedient ruim zes gemeenten in de Westhoek:  Alveringem; De Panne, delen van Diksmuide, Koksijde, Nieuwpoort en Veurne. Sedert 2021 voert de maatschappij de naam Aquaduin; juridisch blijft de naam IWVA ov bestaan.
In 2017 liep de productie licht terug ten opzichte van 2016. Er werd 4.488.955 m³ drinkwater in het distributienet gepompt, waarvan ruim 1 miljoen  m³ aangekocht bij andere waterleidingbedrijven. 
De IWVA is ook eigenaar van het natuurgebied Doornpanne in Koksijde. 